# Homburg, Saarland
Homburg är en stad i Saarpfalz-Kreis i det tyska förbundslandet Saarland. Homburg, som erhöll stadsprivilegium år 1330, har 42 000 invånare.
De tidigare kommunerna Einöd, Jägersburg, Kirrberg och Wörschweiler uppgick i Homburg 1 januari 1974.

## Personer från Homburg
- Ernst Leyser (1896–1973), tysk nazistisk politiker och SS-Brigadeführer